# پارک شبه‌ملی هایاچین
پارک شبه‌ملی هایاچین (به لاتین: Hayachine Quasi-National Park) یک منطقهٔ مسکونی در ژاپن است که در Iwate Prefecture, Japan واقع شده‌است.